# Sobremesa
La sobremesa es un periodo de descanso y asueto, que en algunos países (España) suele ocurrir inmediatamente tras la comida (en particular, el almuerzo).
Comienza luego de servir el postre y suele tener una duración variable que va de la media hora a una hora completa. En los periodos veraniegos y festivos estas sobremesas suelen alargarse más.
Suele ser un momento en el que los comensales socializan entre ellos sin levantarse prácticamente de la mesa. Dependiendo de las costumbres de la zona o país, suele servirse café, té o una pequeña copa con licor o aguardiente (un chupito), o un tabaco (en forma de puro).
Es un periodo de tiempo en el que, debido a la digestión, se evitan esfuerzos físicos, permitiendo que los comensales se impliquen generalmente en una tertulia, abarcando diversos temas (charlas de sobremesa).
Existen lugares donde la sobremesa se realiza en diversas comidas, por ejemplo: En (Argentina, Chile ) la sobremesa puede ser después del almuerzo, la merienda e incluso terminada la cena. La duración y momento suele diferir de acuerdo al lugar o la costumbre que rige en los miembros presentes.